# Георги Данев (революционер)
Вижте пояснителната страница за други личности с името Георги Данев.
Георги Данев – Гьоше войвода е български революционер, скопски войвода на Вътрешната македоно-одринска революционна организация.

## Биография
Георги Данев е роден през 1882 година. Присъединява се към ВМОРО и действа като войвода в Щипско. Участва в Илинденско-Преображенското въстание. Загива с цялата си чета от 9 или 12 души в бой с 200 души аскер в Долно Трогерци на 15/16 август 1903 година.